# Tegenaria ligurica
Tegenaria ligurica är en spindelart som beskrevs av Simon 1916. Tegenaria ligurica ingår i släktet husspindlar, och familjen trattspindlar. Inga underarter finns listade i Catalogue of Life.